# Cornelis Verhagen
Cornelis Johannes Dionisius Maria (Cornelis of Kees) Verhagen (28 april 1915 - 14 juni 2005) was een Nederlands natuurkundig ingenieur, hoogleraar meettechniek en instrumentenkunde aan de Technische Hogeschool te Delft, en rector magnificus van 1967 tot 1970. Hij is bekend als pionier op het gebied van patroonherkenning.

## Leven en werk
Verhagen was de zoon van Cornelis Johannes Paulus Verhagen (1876-1958), de bekende Horlogemaker naar wie de horlogemakers vakschool in Hoorn werd vernoemd. Voor de publicaties van zijn vader in diverse vakboeken maakte Verhagen junior diverse tekeningen. De interesse voor uurwerken is altijd gebleven. Verhagen studeerde af in natuurkunde aan de Technische Hogeschool Delft in 1939, en promoveerde daar vervolgens bij Henk Dorgelo op 30 oktober 1942 op een proefschrift over gasontlading.
In 1938 was Verhagen begonnen aan de Technische Hogeschool Delft als student-assistent, en werd na zijn afstuderen universitair docent en universitair hoofddocent. Na sluiting van de hogeschool in 1943 werkte hij tot het eind van de oorlog als onderzoeker bij TNO. Na de oorlog ging hij weer terug naar de hogeschool, waar hij in 1948 een aanstelling kreeg als lector, en in 1955 hoogleraar in de meettechniek en instrumentenkunde. In de studiejaren 1967 tot en met 1970 was hij tevens rector magnificus van de school, en op 1 september 1980 ging hij met emeritaat.
Verhagen eigen onderzoek lag op het gebied van "instrumentatie voor het meten van dynamische grootheden... [met de] nadruk op dynamische aspecten, inclusief die van het meetinstrument zelf... Later verplaatste zijn belangstelling zich naar automatisering, registratie, codering en digitale technieken."
Verhagen was lid van de International Federation of Automatic Control, en had zitting in haar Executive Council. Hij was tevens medeoprichter van de International Association for Pattern Recognition.

## Publicaties, een selectie
- Verhagen, C. J. D. M. Theorie en metingen over de impedantie en de stabiliteit van gasontladingen', 1942, University of Delft, Doctoral dissertation.
- Boiten, R. G., van Nauta Lemke, HR., & Verhagen, C. J. D. M. (1960). Meet- en regeltechniek aan de Technische Hogeschool te Delft. (2 ed.) Delft: T.H. Mededelingen.
- Verhagen, C. J. D. M. "Some general remarks about pattern recognition; its definition; its relation with other disciplines; a literature survey." Pattern recognition 7.3 (1975): 109-116.
- Duin, R. P. W., Gerritse, F. A., Groen, F. C. A., Verbeek, P. W., & Verhagen, C. J. D. M. (1980, December). "The Delft image processing system, design and use." In Proceedings 5th International Conference on Pattern Recognition, Miami Beach, Florida (pp. 768-773).
- Verhagen, C. J. D. M., et al. "Progress report on pattern recognition." Reports on Progress in Physics 43.6 (1980): 785.
- Verhagen, C. J. D. M. Van gasontlading tot patroonherkenning. Het oeuvre van prof. dr. ir. C.J.D.M. Verhagen. Pijnacker: Dutch Efficiency Bureau for: Vakgroep Signaal/Systeemtechniek Technische Hogeschool te Delft, 1980.